# Иссален, Даниэль
Даниэль Иссален (фр. Daniel Issalène; 16 июля 1948, Марсель — 17 сентября 2012, Бержерак) — французский шашист, шашечный композитор и аналитик, мастер ФМЖД.
Иссален был участником чемпионатов Франции по международным шашкам с 1975 по 1994 год. Трёхкратный чемпион Франции (1984, 1986, 1991), вице-чемпион (1976, 1983, 1987, 1993). Принимал участие в двух чемпионатах мира (1980, 1988) и двух чемпионатах Европы по международным шашкам (1987, 1992). На протяжении 20 лет Иссален был лидером шашечного клуба Бержерака, сотрудничал в качестве шашечного аналитика с журналом L'Effort.

## Участие в чемпионатах мира и Европы по международным шашкам
| Год  | Уровень | Место проведения | Результат | Место |
| ---- | ------- | ---------------- | --------- | ----- |
| 1980 | ЧМ      | Бамако           | +2 = 7—12 | 20—21 |
| 1987 | ЧЕ      | Москва           | +3 = 2—8  | 11    |
| 1988 | ЧМ      | Парамарибо       | +2 = 5—12 | 17—18 |
| 1992 | ЧЕ      | Партене          | +4 = 6—9  | 14—16 |